# Lucas Eriksson
Lucas Eriksson (* 10. dubna 1996) je švédský profesionální silniční cyklista jezdící za UCI ProTeam Tudor Pro Cycling Team. Jeho bratr Jacob je též profesionálním cyklistou reprezentujícím barvy stejného týmu.

## Hlavní výsledky
2013
Trofeo Karlsberg
 vítěz vrchařské soutěže
Mistrovství světa
6. místo silniční závod juniorů
2014
Course de la Paix Juniors
vítěz 3. etapy
Národní šampionát
2. místo časovka juniorů
Mistrovství světa
7. místo silniční závod juniorů
8. místo Paříž–Roubaix Juniors
2015
6. místo Skive–Løbet
2016
Národní šampionát
 vítěz silničního závodu do 23 let
Tour de Bretagne
9. místo celkově
2018
Národní šampionát
 vítěz silničního závodu
4. místo Scandinavian Race Uppsala
Mistrovství Evropy
5. místo silniční závod do 23 let
Kolem Estonska
6. místo celkově
7. místo Ringerike GP
9. místo GP Horsens
10. místo Himmerland Rundt
2019
Národní šampionát
 vítěz silničního závodu
10. místo GP Industria & Artigianato di Larciano
2020
Národní šampionát
3. místo silniční závod
2021
Circuit des Ardennes
 celkový vítěz
vítěz 1. etapy
Národní šampionát
3. místo silniční závod
3. místo Lillehammer GP
Kolem Norska
8. místo celkově
Danmark Rundt
10. místo celkově
2022
Národní šampionát
 vítěz silničního závodu
Circuit des Ardennes
 celkový vítěz
Kreiz Breizh Elites
 celkový vítěz
9. místo Lillehammer GP
2023
Národní šampionát
 vítěz silničního závodu
10. místo Rund um Köln